# Aruba i olympiska sommarspelen 1992
Aruba deltog i de olympiska sommarspelen 1992 med en trupp bestående av fem deltagare, men ingen av landets deltagare erövrade någon medalj.

## Friidrott
Herrarnas maraton
- Kimball Reynierse — 2:25,31 (→ 53:e plats)

Damernas maraton
- Cornelia Melis — fullföljde inte (→ ingen placering)

## Segling
Herrarnas lechner
- Roger Jurriens
  - Slutlig placering — 355,0 poäng (→ 37:e plats)